# La Chapelle-du-Mont-de-France
 La Chapelle-du-Mont-de-France  es una población y comuna francesa, en la región de Borgoña, departamento de Saona y Loira, en el distrito de Mâcon y cantón de Matour.

## Demografía
| 245 | 208 | 188 | 171 | 175 | 172 |
| Para los censos de 1962 a 1999 la población legal corresponde a la población sin duplicidades (Fuente: INSEE [Consultar]) |     |     |     |     |     |